# Dominic Muldowney
Dominic John Muldowney (Southampton, 19 juli 1952) is een Brits componist, dirigent en pianist.
Domenic Muldowney studeerde aan de universiteit van Southampton bij Jonathan Harvey en aan de Universiteit van York bij Bernard Rands en David Blake; hij nam ook privélessen bij Harrison Birtwistle. Van 1974 tot 1976 was hij componist 'in house' van de Southern Arts Association. In 1976 begon hij voor het Royal National Theatre in Londen te werken, en volgde Birtwistle op als muzikaal directeur, een positie die hij van 1981 tot 1997 vervulde.
Muldowney is waarschijnlijk het meest bekend door zijn film en televisie en radio scores, en muziek die hij schreef voor het theater. Voor film en televisie schreef hij onder meer muziek voor Loose Connections (1983), Nineteen Eighty-Four (1984), Sharpe's Eagle (1993), King Lear (1998) en Stella Street (2004). Naast zijn composities maakte hij ook arrangementen voor artiesten zoals David Bowie en Sting.
In 2005 werd hij met de Elgar Bursary prijs bekroond.

## Composities

### Werken voor orkest
- 1989 Concert, voor viool en orkest
- 1991 Concert, voor slagwerk en orkest
- 1991 Three Pieces, voor orkest en bandrecorder
- 1992 Polka for Orchestra
- 1992 Concert, voor hobo en orkest (Roy Carter - London Symphony Orchestra) (uitgebracht door NMC Recordings)
- 1993 Concert, voor trompet, orkest en bandrecorder
- 1994 Sonata, voor viool en strijkorkest
- 1998 Suite uit het ballet "The Brontës", voor orkest
- 2002 Concert nr. 2, voor piano en orkest
- 2008 Tsunami, voor orkest
- Concert, voor saxofoon en orkest (John Harle - London Sinfonietta) (uitgebracht door EMI)
- Concert nr. 1, voor piano en orkest (Peter Donohoe - BBC Symphony Orchestra) (uitgebracht door EMI)
- Serenade, voor hoorn en strijkorkest

### Werken voor harmonieorkest
- 1986 Suite "1984", voor harmonieorkest - première: augustus 1985, in de York University door het National Youth Wind Orchestra o.l.v. Harry Legge
- 1986 Sinfonietta, voor harmonieorkest
- Concert, voor saxofoon en harmonieorkest

### Oratorium
- The Fall Of Jerusalem, oratorium

### Muziektheater

#### Opera's
| Voltooid in | titel                                            | aktes     | première         | libretto             |
| ----------- | ------------------------------------------------ | --------- | ---------------- | -------------------- |
| 1996        | The Voluptuous Tango, won de Prix Italia in 1997 | 11 scènes | 1996 BBC Radio 3 | David Zane Mairowitz |

#### Balletten
| Voltooid in | titel       | aktes | première                                                    | libretto | choreografie |
| ----------- | ----------- | ----- | ----------------------------------------------------------- | -------- | ------------ |
| 1994        | The Brontës |       | 6 maart 1995, Leeds, Grand Theatre, Northern Ballet Theatre |          |              |

### Vocale muziek

#### Werken voor koor
- 2002 Leaves on the Line
- A Festival of Nine Lessons and Carols Mary

#### Liederen
- 1988 Lonely Hearts, zangcyclus voor mezzosopraan en 14 instrumentalisten
- 1992 Out of Danger, voor sopraan en kamerensemble
- 1993 In Paris With You, voor zangstem en piano
- 1993 Never let me see you suffer, voor zangstem en piano

### Kamermuziek
- 1992 Golden Moments, voor cello en contrabas
- 1993 The Anatomy Lesson, voor viool en piano
- Hall of mirrors, voor saxofoon en piano
- Strijkkwartet nr. 1
- Strijkkwartet nr. 2

### Filmmuziek
- Betrayal (Spiegel/Pinter - Horizon Films) - Producer: Sam Spiegel - Director: Hugh David Jones
- The Ploughman's Lunch - Director: Richard Eyre
- Loose Connections (Umbrella) - Director: Richard Eyre
- 1984 (Virgin Films) - Director: Michael Radford
- Singleton's Pluck - Director: Richard Eyre
- The Beggar's Opera (Alan Ladd Company) - Director: Richard Eyre
- Defence of the Realm (Enigma) - Director: David Drury
- Baal - Directors: Alan Clarke/David Bowie
- The Black Candle - Director: Roy Battersby
- Tales From Hollywood - Director: Howard Davies
- Black Daisies For The Bride - Director: Peter Symes - Prix Italia Prize Winner
- The Peacock Spring - Director: Christopher Morahan
- Emma - Director: Richard Eyre
- The Moth - Director: Roy Battersby
- The Fix - Director: Paul Greengrass
- Sharpe (TV series)|Sharpe’s Enemy/Sharpe’s Company/Sharpe’s Honour Sharpe’s Return/Sharpe’s Revenge/Sharpe’s Waterloo Sharpe’s Rifles /Sharpe’s Eagle (Central TV) - Director: Tom Clegg
- After Eskimo Day - Director: Piers Haggard
- King Lear - Director: Richard Eyre
- Bloody Sunday (Granada) - Director: Paul Greengrass